# Жак д’Авен
Жак д’Авен (фр. Jacques d’Avesnes; около 1152 — 7 сентября 1191, при Арсуфе, Палестина) — французский аристократ, сеньор д’Авен и де Гиз с 1170 года. Погиб во время Третьего крестового похода.

## Биография
Жак был сыном Николя д’Авена и Маго де Ла Рош. Он наследовал отцу в 1170 году. Благодаря браку с наследницей сеньории Гиз д’Авен существенно расширил свои владения и стал одним из самых влиятельных баронов Геннегау. Его позиции усилились и благодаря дружбе с английскими королями — Генрихом II и Ричардом Львиное Сердце.
В 1189 году Жак д’Авен принял участие в Третьем крестовом походе, проделав путь до Святой земли вместе с другими крестоносцами из Франции и Нижних земель. В конце лета того же года он присоединился к армии, осаждавшей Акру. После взятия этого города д’Авен возглавил фламандцев, принявших участие в походе короля Ричарда на Яффу, и в сражении при Арсуфе погиб.
Жак д’Авен был женат на Адель де Гиз. В этом браке родились восемь детей:
- Готье II, сеньор д’Авен и де Гиз, граф Блуа и Шартра;
- Жак, сеньор де Ландреси;
- Гийом (умер в 1219);
- Бушар (умер в 1244), бальи Геннегау;
- Маго, жена Николя IV де Рюминьи и Людовика IV, графа де Шини;
- Адель, жена Роже де Rosoy;
- Ида (1180—1216), жена Энгельберта IV д’Энгиена;
- Ада, жена Генриха III де Гранпре и Рауля де Неля, графа Суассона.